# Šeovci
Šeovci falu Horvátországban, Pozsega-Szlavónia megyében. Közigazgatásilag Pozsegához tartozik.

## Fekvése
Pozsegától 7 km-re északkeletre, a Pozsegai-medencében, a Kaptolka-patak mentén, Turnić és Alaginci között fekszik.

## Története
Šeovci ősi település, de írásos adat sem a középkorból, sem a török uralom idejéből nem maradt fenn róla. Első írásos említése csak a török kiűzését követően 1697-ben történt. 1698-ban „Sehovczi” néven 7 portával szerepel a török uralom alól felszabadított szlavóniai települések összeírásában. 1705-ben 9, 1760-ban 8 ház állt a településen.
Az első katonai felmérés térképén „Dorf Sheovacz” néven látható. Lipszky János 1808-ban Budán kiadott repertóriumában „Seovczy” néven szerepel. Nagy Lajos 1829-ben kiadott művében „Seovczi” néven 6 házzal, 69 ortodox vallású lakossal találjuk.
1857-ben 82, 1910-ben 149 lakosa volt. 1910-ben a népszámlálás adatai szerint lakosságának 99%-a horvát anyanyelvű volt. Pozsega vármegye Pozsegai járásának része volt. Az első világháború után 1918-ban az új szerb-horvát-szlovén állam, majd később (1929-ben) Jugoszlávia része lett. 1991-ben teljes lakossága horvát nemzetiségű volt. A településnek 2001-ben 121 lakosa volt.

## Lakossága
| Lakosság változása | Lakosság változása | Lakosság változása | Lakosság változása | Lakosság változása | Lakosság változása | Lakosság változása | Lakosság változása | Lakosság változása | Lakosság változása | Lakosság változása | Lakosság változása | Lakosság változása | Lakosság változása | Lakosság változása | Lakosság változása |
| ------------------ | ------------------ | ------------------ | ------------------ | ------------------ | ------------------ | ------------------ | ------------------ | ------------------ | ------------------ | ------------------ | ------------------ | ------------------ | ------------------ | ------------------ | ------------------ |
| 1857               | 1869               | 1880               | 1890               | 1900               | 1910               | 1921               | 1931               | 1948               | 1953               | 1961               | 1971               | 1981               | 1991               | 2001               | 2011               |
| 82                 | 85                 | 105                | 106                | 129                | 149                | 154                | 144                | 141                | 148                | 164                | 134                | 110                | 110                | 107                | 121                |